# 少女雑誌
少女雑誌（しょうじょざっし）とは、10代までの女性（少女）を主な読者層とする逐次刊行物。児童雑誌から派生したもののほか、成人女性向けの雑誌を母体とするものもある。

## 少女雑誌の成立
1751年にイギリスで世界最初の児童雑誌といわれる『The Lilliputian Magazine』が生まれ、以降、各地域で児童を読者層とする児童雑誌の創刊が続いていく。草創期の児童雑誌に男子・女子の区別はなく、1888年に日本で創刊した『少年園』も女子読者を排除しておらず、「少年」は男子のみを指す言葉として使われていなかった。児童雑誌が普及していくに従い、女子読者を対象としたマーケティングも始まり、イギリスでは『The Boys Own Paper』の姉妹誌として1880年に『The Girl's Own Paper』が創刊、日本では『少年世界』の女子読者向けコーナーを発展させる形で1906年に『少女世界』が創刊している。
また、19世紀から20世紀初頭にかけては、ファッション情報や家事・育児情報を掲載する女性雑誌の創刊も相次いでおり、イギリスでは1852年に『The Englishwoman’s Domestic Magazine』、日本でも1885年に『女學雑誌』が創刊している。同時期は、女子教育が進展した時期でもあり、女性雑誌からの派生としての若年女性向け雑誌、女性雑誌の系列・年代別雑誌としての少女雑誌も誕生していく。日本では、『婦人世界』の系列誌として1908年に『少女の友』が創刊している。

## 文化的影響
初期の少女雑誌の中では女子教育の必要性について触れられることが多く、家庭の外でも活躍する女性、職業婦人など女性自身による女性観の変化にも影響を与え、読者投稿・読者参加型企画を通じて近代・現代における少女文化の形成にも寄与していく。
また、少女小説、少女漫画、少女雑誌の表紙や挿絵から発展した抒情画など芸術面に与えた影響も大きい。

## 日本の少女雑誌
日本で最初に「少女」を題名に冠した雑誌は1902年創刊の『少女界』だとされている。次いで1906年に『少女世界』、1908年に『少女の友』、1912年に『少女画報』と明治のうちに複数の少女雑誌が誕生していく。当時の少女雑誌は、女子教育の一端を担うものとして良妻賢母運動の影響も強かった。
大正から昭和初期にかけては、竹久夢二や中原淳一などの抒情画家の作品が表紙を飾るようになったほか、吉屋信子による少女小説「花物語」、松本かつぢによる少女漫画「くるくるくるみちゃん」が発表されるなど、同時期に日本的な少女趣味・少女文化の原型が作られたともいわれている。当時の少女雑誌には、小説のほか、映画や舞台も含めた娯楽情報、料理や手芸などの家事に関する実用情報が掲載され、小学生から年少職業婦人・女工に至るまで広く購読されていた。
第二次世界大戦の戦中期には多くの少女雑誌が廃刊・休刊に追い込まれたが、戦後に復刊、新規創刊が続く。1949年に創刊した『少女』で「あんみつ姫」の連載が開始し、おてんば少女・自立する少女といった戦後の新たな少女像も生まれてくる。1950年代から1960年代にかけて読み物を中心とした少女雑誌は徐々に漫画を主体とした漫画雑誌に変わっていくが、1966年に『小説ジュニア』（Cobaltの前身雑誌）が創刊するなど少女小説の文化も継続していく。